# Professional Indoor Football League
La Professional Indoor Football League fu la seconda lega professionistica statunitense ad avere successo nell'indoor football dopo la Arena Football League.  Dal momento che la AFL aveva brevettato le proprie regole, la PIFL dovette giocare con alcune varianti. La sua storia durò però solo per la stagione 1998.
La PIFL fu fondata da Richard "Dick" Suess. Suess era molto ammanicato nel football a livello minore e semiprofessionistico ed era l'editore di Minor League Football News. Nel 1996 iniziò a curare la creazione della PIFL, che venne formata nel 1997 e avviò l'attività nel 1998. La sede era a Las Vegas (Nevada).
La PIFL era piena di problemi fin dall'inizio. I Colorado Wildcats cambiarono allenatore nella preseason. Alla terza partita molte squadre avevano già problemi economici e iniziarono a disertare gli incontri. I Minnesota Monsters fallirono alla quinta settimana, seguiti di lì a poco da altre squadre.
Nel 1999 la PIFL si divise in due.  Keary Ecklund, proprietario dei Green Bay Bombers e dei Madison Mad Dogs, e il proprietario degli Ecklund Carriers di Neenah (Wisconsin) (una compagnia di trasporto su gomma), crearono la Indoor Football League (IFL).  Il 4 gennaio 1999 le formazioni PIFL restanti la rinominarono in Indoor Professional Football League (IPFL).

## Squadre PIFL 1998
- Colorado Wildcats - sede a Denver (Colorado)
- Green Bay Bombers
- Honolulu Hurricanes
- Louisiana Bayou Beast - sede a Baton Rouge (Louisiana)
- Madison Mad Dogs
- Minnesota Monsters - sede a Minneapolis-St. Paul, Minnesota
- Texas Bullets - sede a Belton (Texas)
- Utah Catzz - sede a Orem (Utah)

## Classifica regular Season 1998 PIFL
| Squadre               | Vittorie | Sconfitte | PF  | PA  | PPG  | PPA  |
| --------------------- | -------- | --------- | --- | --- | ---- | ---- |
| Louisiana Bayou Beast | 13       | 1         | 565 | 400 | 47.1 | 33.3 |
| Madison Mad Dogs      | 10       | 4         | 450 | 371 | 40.9 | 33.7 |
| Green Bay Bombers     | 10       | 4         | 585 | 458 | 45.0 | 35.2 |
| Colorado Wildcats     | 9        | 5         | 340 | 360 | 34.0 | 36.0 |
| Honolulu Hurricanes   | 6        | 8         | 449 | 537 | 37.4 | 44.8 |
| Utah Catzz            | 5        | 9         | 343 | 462 | 31.2 | 42.0 |
| Texas Bullets         | 2        | 8         | 322 | 479 |      |      |
| Minnesota Monsters    | 0        | 14        | 122 | 199 |      |      |

- Minnesota è fallita dopo una partenza 1-4. PF/PA sono per quattro partite ufficiali giocate; l'altra partita, che è stata l'unica vittoria, fu considerata come un forfait ed attribuita ad Honolulu.
- Texas fallì dopo essere partita 2-8. PF/PA sono per nove partite giocate.
- Utah non si presentò all'ultima partita a Madison. PF/PA sono per 13 partite giocate.
- La classifica non include partite di esibizione.

## La battaglia legale con l'Arena Football League
Nel febbraio 1998 l'Arena Football League denunciò la PIFL per violazione del marchio, del brevetto e del copyright. La PIFL rigettò le accuse. In giugno la Arena Football League presentò una mozione di ingiunzione preliminare davanti al giudice Harry Leinenweber della corte federale del distretto settentrionale dell'Illinois. L'udienza fu fissata per il 21 luglio. Il giorno precedente la PIFL presentò la sua difesa, includendo filmati e altre prove che confutassero le accuse. Il 22 luglio, ricevute le carte, l'AFL ritirò le proprie accuse in un atto presso la corte federale di Chicago.
Al riguardo le due controparti hanno trovato un accordo in data 12 novembre dello stesso anno.
Oltre all'impegno della PIFL di non usare brevetti e marchi AFL, la lega ha accettato di usare un disclaimer su tutte le pubblicazioni ufficiali: "La PIFL e le sue squadre non sono affiliate, sponsorizzate o associate con la AFL o con qualunque suo membro".

## Playoff
7 agosto 1998 - # 3 Green Bay Bombers 19 @ # 2 Madison Mad Dogs 46
9 agosto 1998 - # 4 Colorado Wildcats* 51 @ # 1 Louisiana Bayou Beast 67 (al Riverside Centroplex)
- Il viaggio di Colorado per la Louisiana fu pagato dal padrone dei Bayou Beast.

## PIFL Championship Game
Sab. 15 agosto 1998
1. 2 Madison Mad Dogs 41  #1 Louisiana Bayou Beast 42 F

al Pete Maravich Assembly Center - Baton Rouge (Louisiana).

## Premi individuali
Alla fine della finale la Professional Indoor Football League ha premiato i suoi migliori con una cerimonia sul campo. Sono stati onorati:
- Miglior giocatore - Melvin Hill, QB, Louisiana Bayou Beast
- Miglior attaccante - Jay McDonagh, QB, Green Bay Bombers
- Miglior difensore - Derric Coakley, DE, Green Bay Bombers
- Allenatore dell'anno - Buford Jordan, Louisiana Bayou Beast
- Dirigente dell'anno - James Shiver, Sr., Louisiana Bayou Beast

Furono annunciate anche le squadre ideali e delle menzioni d'onore, schieramenti scelti dai coach della PIFL:
- Prima squadra
  - Attacco
    - QB Jay McDonagh, Green Bay
    - RB Darnell Brooks, Colorado
    - WR Heath Garland, Green Bay
    - WR Michael Lewis, Louisiana
    - WR Chris Perry, Green Bay
    - OL Matt Meservey, Utah
    - OL Rob Satterly, Colorado
    - C  Chris Cloud, Louisiana
    - K  Matt Huerkamp, Louisiana

  - Difesa
    - LB  James Gillyard, Louisiana
    - LB  Jeff Veronie, Colorado
    - S   Nick Galbreath, Colorado
    - DB  Ryan Buchanon, Madison
    - DB  Derf Reese, Green Bay
    - DE  Derric Coakley, Green Bay
    - DE  Tawain Temple, Madison
    - NT  Junior Fonoti, Utah

- Seconda squadra
  - Attacco
    - QB  Mike Tillis, Honolulu
    - RB  Byron Allen, Louisiana
    - WR  Antonio Chandler, Colorado
    - WR  Greg Hooks, Utah
    - WR  Kahn Powell, Madison
    - OL  Jim Hobbins, Green Bay
    - C   Andy Ramos, Honolulu
    - K   Bryan Mader, Green Bay

  - Difesa***LB  Joshua Jardine, Honolulu
    - LB  Pat Rogers, Louisiana
    - S   Jack Phillips, Louisiana
    - DB  Keith Ballard, Louisiana
    - DB  Falinko Vitale, Honolulu
    - NT  Kale Cockett, Honolulu
    - DE  Charles Johnson, Louisiana
    - DE  Franklin Thomas, Louisiana

- Menzione d'onore
  - Attacco
    - QB  Melvin Hill, Louisiana
    - RB  Willie High, Green Bay
    - RB  Darnell Jones, Honolulu
    - WR  Lee McCormick, Texas
    - OL  Brandon Bergstresser, Madison
    - OL  Curtis Jones, Utah
    - C   Carl Silva, Utah
    - K   Doug Beach, Utah

  - Difesa
    - LB  Junior Tagaloa, Utah
    - LB  Jose Salcido, Madison
    - S   Nick McDaniel, Utah
    - DB  Damon Jackson, Colorado
    - DB  Jesse Tann, Colorado
    - NT  David Cunningham, Madison
    - DE  Jeff Warner, Madison
    - DE  Norm Barnett, Colorado